# Kostel svatého Víta (Srbice)
Kostel svatého Víta se nachází na návrší severozápadně od vesnice Srbice v okrese Domažlice v Plzeňském kraji. Vrchol Hůrka ve výšce 448 m n. m., na němž kostel stojí, byl pravděpodobně již ve 12. století opevněným místem, hradištěm přirozeně chráněným vodními toky. Místo souvisí s počátkem osidlování zdejší krajiny a dálkovou trasou z Bavorska na Plzeň a dále do vnitrozemí Čech. Jedná se o jednu z nejstarších staveb v okresu, slohově navazující na architekturu bývalé biskupské kaple v Horšovském Týně.

## Stavební fáze

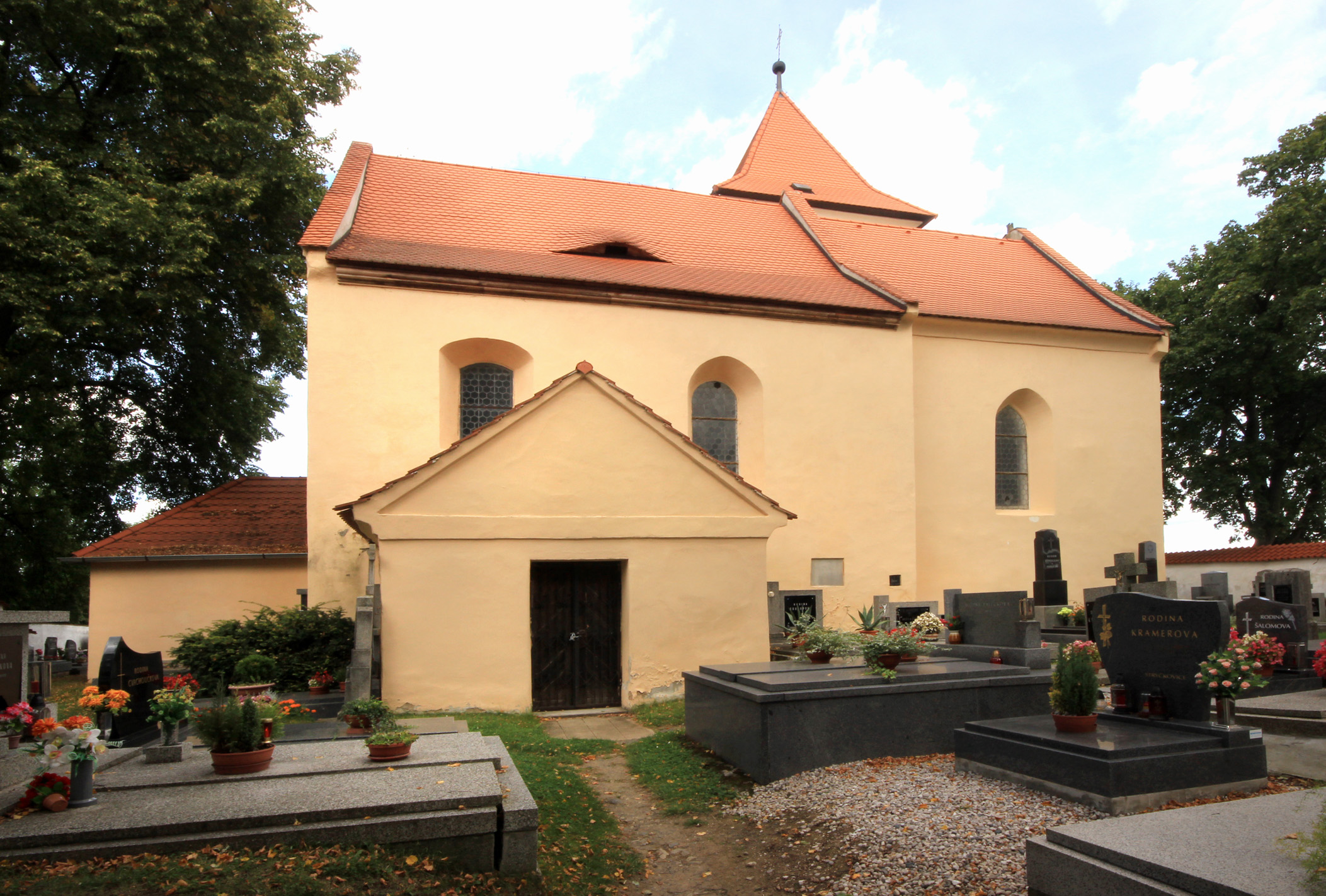
Pohled na kostel

Kostel sv. Víta byl postaven v románském slohu, ale již s prvními stopami gotiky. Na klenbě stropu je nápis Anno 28 Octobris 1199, který odkazuje na pravděpodobné datum založení kostela dne 28. října 1199. Proti okolním kostelům se zde projevuje bohatší architektonická výzdoba. Další úpravy proběhly kolem roku 1500, v době barokní v 17. a 18. století a ve druhé polovině 19. století. Jižní část ohradní zdi pochází zřejmě ze 16. století, další její úseky pak pochází z 19. a 20. století.

## Stavební podoba
Kostel sv. Víta je jednolodní stavba se západní a jižní předsíní a čtvercovým chórem, k němuž na severu přiléhá věž. Střechy jsou sedlové a valbové s taškami, na věži je jehlancová helmice obložená eternitem. Průčelí lodi i chóru jsou hladce omítaná s profilovanou hlavní římsou. Okna lodi jsou obdélná se segmentovými záklenky, okna chóru jsou mírně lomená s hladkými špaletami. Východní štít chóru je trojúhelný. Nečleněný interiér hlavní lodi je osvětlený třemi okny a je krytý rovným stropem. V západní části je umístěná dřevěná, z lodi přístupná kruchta. Vítězný oblouk je neprofilovaný a jeho archivolta dosedá na profilovanou římsu. Chór je osvětlen dvěma okny a je zaklenut křížovou klenbou, jejíž žebra dosedají na jehlancové konzoly. Na severní a východní stěně jsou zachovány fragmenty gotických fresek.